# Eugyndes
Eugyndes es un género de arácnido  del orden Opiliones de la familia Gonyleptidae.

## Especies
Las especies de este género son:
- Eugyndes flavolimbatus
- Eugyndes patellaris
- Eugyndes reinhardi